# Чемпионат СССР по самбо 1962
16-й Чемпионат СССР по самбо (12-й командный) проходил в Кишинёве с 27 по 30 сентября 1962 года. В соревнованиях участвовало 189 спортсменов от 15 команд ДСО и ведомств. Главным судьёй соревнований был Ярослав Волощук (Украинская ССР).

## Медалисты
| Весовая категория           | Золото                                         | Серебро                                           | Бронза                                       |
| --------------------------- | ---------------------------------------------- | ------------------------------------------------- | -------------------------------------------- |
| Наилегчайший вес (до 56 кг) | Борис Корнюшин «Буревестник» (Москва)          | Лаврентий Кациашвили «Колмеурне» (Грузинская ССР) | Л. Штурман «Динамо» (Латвийская ССР)         |
| Легчайший вес (до 60 кг)    | Виталий Дарашкевич «Буревестник» (Москва)      | Ярослав Керод Советская Армия (Москва)            | Р. Балхамишвили «Колмеурне» (Грузинская ССР) |
| Полулёгкий вес (до 64 кг)   | Андрей Тирон «Труд» (Москва)                   | Борис Крузе «Буревестник» (Москва)                | Б. Маридашвили «Колмеурне» (Грузинская ССР)  |
| Лёгкий вес (до 68 кг)       | Валерий Наталенко Советская Армия (Ленинград)  | Лев Москалёв «Буревестник» (Алма-Ата)             | Тенгиз Магалдадзе «Динамо» (Грузинская ССР)  |
| Полусредний вес (до 72 кг)  | Супьян Зубайраев «Динамо» (Москва)             | Анзор Пухашвили «Динамо» (Грузинская ССР)         | Евгений Глориозов «Буревестник» (Москва)     |
| Средний вес (до 77 кг)      | Илья Ципурский «Буревестник» (Москва)          | Владимир Панкратов «Динамо» (Москва)              | Анатолий Бондаренко Советская Армия (Киев)   |
| Полутяжёлый вес (до 85 кг)  | Дурмишхан Беруашвили «Динамо» (Грузинская ССР) | Генрих Шульц «Буревестник» (Москва)               | Пётр Карамалак «Динамо» (Украинская ССР)     |
| Тяжёлый вес (свыше 85 кг)   | Анзор Кикнадзе «Динамо» (Грузинская ССР)       | Борис Шапошников Советская Армия (Ленинград)      | А. Вардашвили «Колмеурне» (Грузинская ССР)   |

## Командный зачёт
1. «Буревестник» — 15 очков
2. «Динамо» — 31 очко
3. Советская Армия — 36 очков
4. «Колмеурне» — 41,5 очко
5. «Труд-2» — 47 очков
6. «Труд» — 48 очков